# Wijnand Heineken

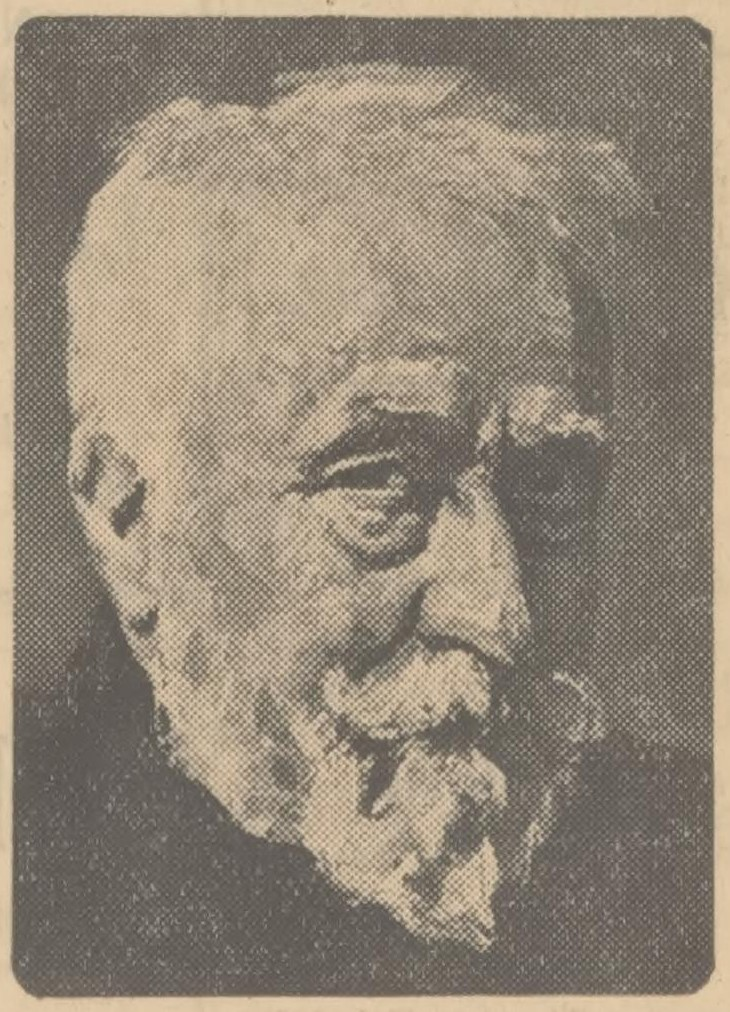
Wijnand Heineken - Portret door Louis Hartz

Wijnand Heineken (Amsterdam, 4 februari 1845 - Brussel, 20 april 1939) was een Amsterdams advocaat en politicus van links-liberale signatuur.

## Journalistiek
Na op 19 december 1868 te zijn gepromoveerd aan de Hoogeschool Leiden op een dissertatie over de verhouding tussen de overheid en Nederlands-hervormde kerkbesturen, werd Heineken actief bij diverse kranten en organisaties. Zo was hij vanaf de oprichting redacteur van het tijdschrift Vragen des Tijds  en was hij een van de oprichters van links-liberale krant Het Noorden. Ook was hij betrokken bij de oprichting van De Amsterdammer, de voorloper van de Groene Amsterdammer. Heineken was ook lid van het Comité ter bespreking der sociale kwestie.

## Politiek
Heineken zat van 1878 tot 1901 in de Amsterdamse gemeenteraad namens de Radicale Bond, een partij die later opging in de Vrijzinnig-Democratische Bond.

## Privé
Heineken werd geboren in Amsterdam als zoon van Adriaan Gillis Heineken en Aletta Haring. Hij was gehuwd met Henriëtte Heineken-Daum, die eveneens politiek actief was. Het echtpaar kreeg een dochter, Adrienne Gilliana (1886-1960). Heineken vestigde zich op late leeftijd in Brussel, waar hij overleed op 20 april 1939. Hij is begraven op de begraafplaats van Evere. 